# Języki arafundi
Języki arafundi – niewielka rodzina języków papuaskich.

## Klasyfikacja
| Grupy i języki                        | Liczba mówiących | Kraje             |
| ------------------------------------- | ---------------- | ----------------- |
| meakambut (andai, pundungum, wangkai) | 400              | Papua-Nowa Gwinea |
| nanubae (aunda, kapagmai)             | 1270             | Papua-Nowa Gwinea |
| tapei                                 | 290              | Papua-Nowa Gwinea |
| karamba (kansomai)                    | 11 000           | Papua-Nowa Gwinea |